# Rustin (2023)
Rustin is een Amerikaanse biografische film uit 2023, geregisseerd door George C. Wolfe en geschreven door Julian Breece en Dustin Lance Black naar een verhaal van Breece over het leven van burgerrechtenactivist Bayard Rustin. De film werd geproduceerd door Higher Ground, het productiebedrijf van Barack en Michelle Obama, met Colman Domingo in de hoofdrol naast Chris Rock, Glynn Turman en Aml Ameen.

## Verhaal
De film vertelt het verhaal van de charismatische, homoseksuele burgerrechtenactivist Bayard Rustin. Ondanks vele tegenslagen slaagde hij er in 1963 in om de Mars naar Washington te organiseren. Deze gebeurtenis wordt beschouwd als een van de hoogtepunten van de Afro-Amerikaanse burgerrechtenbeweging in de Verenigde Staten. Ruim 200.000 mensen verzamelden zich voor de Lincoln Memorial in Washington D.C. en riepen op tot een einde aan de rassendiscriminatie in de Verenigde Staten. Martin Luther King hield tijdens het evenement zijn beroemde I Have a Dream-toespraak.

## Rolverdeling
| Acteur         | Personage          |
| -------------- | ------------------ |
| Colman Domingo | Bayard Rustin      |
| Aml Ameen      | Martin Luther King |
| Glynn Turman   | A. Philip Randolph |
| Chris Rock     | Roy Wilkins        |
| Gus Halper     | Tom Kahn           |

## Release en ontvangst
Rustin ging op 31 augustus 2023 in première op het Filmfestival van Telluride. De film kreeg overwegend positieve kritieken van de filmcritici, met een score van 84% op Rotten Tomatoes, gebaseerd op 153 beoordelingen. In december 2023 werden hoofdrolspeler Colman Domingo en het nummer "Road to Freedom" van Lenny Kravitz beiden genomineerd voor een Golden Globe.

## Prijzen en nominaties
De belangrijkste:
| Jaar | Prijs                       | Categorie                        | Genomineerde(n)                   | Uitslag     |
| ---- | --------------------------- | -------------------------------- | --------------------------------- | ----------- |
| 2024 | British Academy Film Awards | Beste mannelijke hoofdrol        | Colman Domingo                    | Genomineerd |
| 2024 | Golden Globes               | Beste acteur in een film – drama | Colman Domingo                    | Genomineerd |
| 2024 | Golden Globes               | Beste nummer                     | Lenny Kravitz ("Road to Freedom") | Genomineerd |
| 2024 | Critics Choice Awards       | Beste mannelijke hoofdrol        | Colman Domingo                    | Genomineerd |
| 2024 | Critics Choice Awards       | Beste nummer                     | Lenny Kravitz ("Road to Freedom") | Genomineerd |
| 2024 | Satellite Awards            | Beste acteur in een dramafilm    | Colman Domingo                    | Genomineerd |
| 2024 | Satellite Awards            | Beste filmsong                   | Lenny Kravitz ("Road to Freedom") | Genomineerd |